# Olaf Blaschke
Olaf Blaschke (né le 29 mai 1963 à Bielefeld) est un historien et professeur d'université allemand. Depuis 2014, il est professeur d' histoire moderne et contemporaine avec un accent particulier sur l'histoire du XIXe siècle au séminaire d'histoire de la WWU Münster.

## Biographie

### Carrière scientifique
Blaschke commence ses études à l'Université de Bielefeld en 1983, qu'il achèvent en 1991. Pendant cette période, il obtient le diplôme de Magister Artium et réussit l'examen d'État pour l'enseignement jusqu'au niveau secondaire II.
En 1996, il obtient son doctorat à Bielefeld avec ses travaux sur le catholicisme et l'antisémitisme dans l'Empire allemand sous la direction de Hans-Ulrich Wehler. Il travaille ensuite comme assistant de recherche en histoire moderne et contemporaine auprès de Lutz Raphael à l'Université de Trèves. 
Blaschke est chef de projet au sein du pôle d'excellence sur les dépendances sociales et les réseaux sociaux depuis 2005. Son projet examine les réseaux de chercheurs sur l'Église catholique et le catholicisme en République fédérale d'Allemagne. En 2006, il complète son habilitation avec la thèse Les éditeurs font l'histoire. Le marché du livre et le domaine des historiens depuis 1945 dans une comparaison germano-britannique.
En 2008, Blaschke reprend la chaire d'Andreas Gestrich dans le domaine de l'histoire moderne à l'Université de Trèves. 
Depuis 2012, il enseigne l'histoire moderne et contemporaine au séminaire d'histoire de l'Université de Heidelberg. Depuis le semestre d'été 2014, il occupe une chaire temporaire pour l'histoire des XIXe et XXe siècles, avec une attention particulière à la théorie et à la méthodologie des sciences historiques à l'Université Westphalienne Wilhelms de Münster.
Blaschke est chercheur invité à l'Université de Cambridge et chercheur invité au St Catherine's College de 2001 à 2002 grâce à une bourse Feodor Lynen de la Fondation Alexander-von-Humboldt. En 2003, il était boursier de l’Institut historique allemand de Londres. Il est ensuite professeur invité à l'Université suédoise de Lund de 2004 à 2005.
Au sein du pôle d'excellence Religion et politique dans les cultures pré-modernes et modernes, financé de 2007 à 2017, Blaschke dirige le projet Ultramontanism as a Transnational and Transatlantic Phenomenon 1819-1918 pendant la deuxième phase de financement de 2012 à 2017.  Dans ce cadre, il tente d'appliquer des théorèmes et des approches méthodologiques de l'histoire transnationale à l'histoire des religions (notamment du christianisme) aux XIXe et XXe siècles.

### Axe de recherche
Ses recherches portent sur des thèmes de l'histoire moderne et contemporaine, en particulier l'histoire de l'antisémitisme et de l'histoire religieuse , l'histoire de l'édition, le national-socialisme, l'histoire juive allemande et l'histoire du genre. 

## Affiliations
- Union des historiens allemands
- Groupe de travail Schwerter pour la recherche sur le catholicisme[5]
- Centre CRM pour la religion et la modernité (Université de Münster)[6]

## Récompenses
- 2004 : « Prix de recherche pour les scientifiques allemands » du Fonds anniversaire de la Reichsbank suédoise[7]

## Ouvrages (sélection)
- Catholicisme et antisémitisme dans l'Empire allemand (= Études critiques en histoire . Volume 122). Vandenhoeck et Ruprecht, Göttingen 1997 ; 2e édition 1999,  (ISBN 3-525-35785-0) (également : thèse)  .
- Pas l’Église en tant que telle ? Questions d'un historien au Vatican « Réflexion sur la Shoah ». Dans : Fiches pour la politique allemande et internationale . Vol. 43, 1998, p. 862-874.
- Goldhagen et les catholiques volontaires d'Hitler entre sensationnalisme et réalité. Un domaine sérieux risque d’être épuisé. Dans : Menorah. Annuaire de l'histoire juive allemande. Volume 14, 2003, p. 163-193.
- éd. avec Hagen Schulze : Histoire et édition dans la spirale de la crise ? Une inspection du domaine dans une perspective historique, internationale et économique (= Supplément à la Revue Historique . NF, Volume 42). Munich 2006.
- Le marché de la recherche historique contemporaine : un plaidoyer pour plus d'empirisme. Dans : Recherches historiques contemporaines . 6e année, 2009, pp. 441-448 (en ligne).
- Les éditeurs font l'histoire. Commerce du livre et historiens depuis 1945 dans une comparaison germano-britannique. Wallstein-Verlag, Göttingen 2010,  (ISBN 978-3-8353-0757-5) .
- Les églises et le national-socialisme. Récupération, Stuttgart 2014,  (ISBN 978-3-15-019211-5) .
- avec Matthias Berg , Jens Thiel , Krijn Thijs : La guilde assemblée. Association des historiens et Journées des historiens en Allemagne. 2 tomes. Wallstein Verlag, Göttingen 2018,  (ISBN 3-8353-3294-5) .

## Liens Web
- Littérature de et sur Olaf Blaschke dans le catalogue de la Bibliothèque nationale allemande
- Prof. Dr. Olaf Blaschke. Dans : Séminaire historique. Université de Münster , 29 mars 2023.
- Prof. Dr. Olaf Blaschke. Dans : Séminaire historique. Université de Heidelberg , 23 juin 2012.